# Iris (formație românească)
Iris este o formație românească de muzică rock, înființată în anul 1977 la București.
Din prima componență au făcut parte: Nuțu Olteanu (chitară, vocal), Emil Lechințeanu (chitară bas) și Nelu Dumitrescu (baterie). Formația a trecut prin numeroase schimbări de formulă, cea mai reprezentativă fiind cea care a avut în componență cuplul de chitariști Nuțu Olteanu—Adrian Ilie, avându-l ca solist vocal pe Cristi Minculescu. La mijlocul anilor '80, după desprinderea mai multor dizidențe (Voltaj – 1982, Incognito – 1984), are loc cel mai spectaculos „transfer” din istoria rockului autohton, prin trecerea lui Nuțu Olteanu, Marti Popescu și Dan Bittman la Holograf.
În perioada 1989–1994, componența formației vedea, cu mici variații, pe Ion „Nelu” Dumitrescu (baterie), Cristian Minculescu (voce), Doru „Boro” Borobeică (chitară bas), Valter Popa (chitară) si Dan Alex Sârbu (chitară).
Formula formației în anii 2000 i-a inclus pe Valter Popa (chitară), Ion „Nelu” Dumitrescu (baterie), Doru „Boro” Borobeică (chitară bas), Cristian Minculescu (voce). Ca invitat permanent apare Relu Marin (clape).
Începând din 3 septembrie 2012, Cristi Minculescu a părăsit formația după 32 de ani, în locul său fiind adus Tony Șeicărescu (ex–Direcția 5). Din iunie 2013, noul solist al trupei este Rafael, câștigătorul Festivalului European de Muzică – Malta – Valletta (2000), al Festivalului Callatis (Mangalia 2000) și al Festivalului de Interpretare și Creație de la Mamaia (2000). În 2015, Rafael își anunță plecarea, iar Cristi Minculescu revine în trupă. În 2017, Cristi Minculescu, Valter Popa și Doru Borobeică se despart de colegul Nelu Dumitrescu. În 2020, Cristi Minculescu, Valter Popa și Doru Borobeică primesc în instanță dreptul de a folosi și ei numele de Iris.

## Istoria formației
Istoria formației Iris se întinde pe o perioadă de peste trei decenii, timp în care formația a trecut prin diverse transformări (plecarea și venirea altor membri), diverse perioade istorice, fără însă a renunța la principiile sale, la visele și speranțele de libertate, nedezamăgindu-și niciodată fanii.

### Începuturi
La sfârșitul lui 1975 și începutul lui 1976, Emil Lechințeanu (chitară bas) , Nelu Dumitrescu (baterie) și Nuțu Olteanu (chitară solo) se hotărăsc să înființeze o formație rock. Numele ales este Iris. Urmează o perioadă de repetiții intense și un prim concert, în februarie 1977, la Clubul de la ora 7.
Urmează marele concert din vara lui 1977 de la Sala Polivalentă din București, unde au cântat: Sfinx, Roșu și Negru, Catena, Progresiv TM, F.F.N. (Formația fără nume). La acest concert au cântat și cei de la Iris, chiar dacă nu apăreau în afiș. Totuși cei 10.000 de spectatori sunt încântați de evoluția lor, deși nu se bucurau de succesul concurenților de la Holograf.

### Date importante
- 1976 – Emil Lechințeanu (chitară bas) și Nelu Dumitrescu (baterie) si Nuțu Olteanu (chitară solo), fondează Iris.
- 1979 – Prima apariție discografică, pe compilația Formații de muzică pop 3, cu piesa lui Emil Brando – „Corabia cu pânze”, avându-l ca vocalist pe Ioan Jecan. În această perioadă colaborează cu Sorin Chifiriuc (Domino, Sfinx).
- 1980 – relansarea trupei în formula Adrian Ilie, Anton Hașiaș, Nicky Dinescu, Cristian Minculescu
- 1984 – Iris, primul album de heavy metal din România[2], considerat de mulți fani drept cel mai bun produs al formației
- 1986 – stabilirea componenței actuale, prin venirea lui Valter Popa și a lui Doruleț Borobeică

- 1987 – apare Iris II

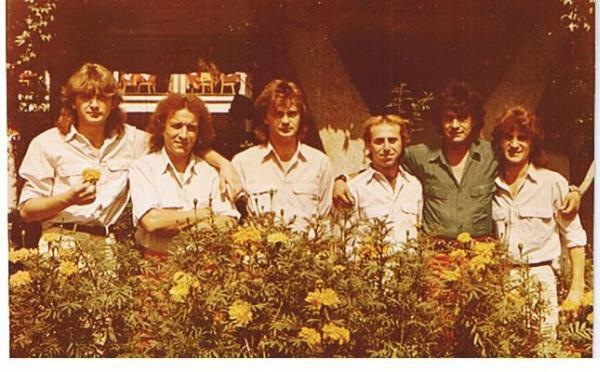
Iris, 1987, concertele estivale de la Eforie Nord. De la stânga la dreapta: Mihai Alexandru, Nelu Dumitrescu, Eugen Sălceanu (Brebu), Valter Popa, Cristi Minculescu, Doru Borobeică (Boro).

- 1988 – Apare Iris III – Nu te opri!. Anul 1988 a fost unul foarte agitat pentru formație. Grupul este suspendat, Iris fiind considerat la momentul respectiv un „adversar” periculos al regimului și totodată un exemplu negativ pentru tineretul României comuniste.
- 1990 – Instrumentele formației sunt distruse într-un incendiu.
- 1991 – Apare Iris IV.

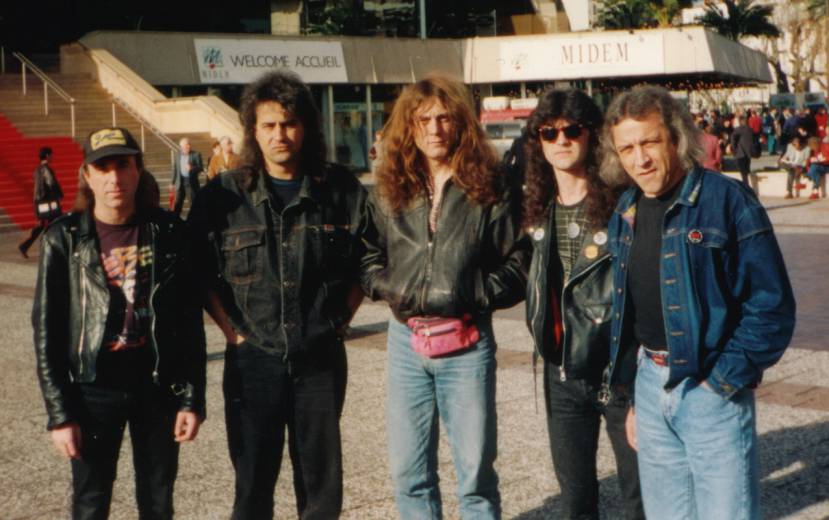
Iris, 1993, Cannes (Franța). De la stânga la dreapta: Valter Popa, Cristi Minculescu, Dan Alex Sârbu, Boro, Nelu Dumitrescu.

- 1993 – Apare Iris V, albumul considerat cel mai puternic influențat de genul heavy metal.[necesită citare]
- 1996 – Formația semnează un contract valabil pe șase ani cu Zone Records, una dintre clauze fiind producerea a cel puțin un album nou în fiecare an; primul rezultat al noii colaborări este discul Lună plină.
- 1997 – În 17 octombrie are loc la Sala Polivalentă un concert aniversar, cu ocazia căruia sunt invitați cei mai mulți dintre foștii componenți.
- 2000 – Este desfășurat proiectul Iris Athenaeum, unde un număr de piese sunt reorchestrate prin colaborarea cu o orchestră filarmonică.
- 2002 – Apariția albumului Mătase albă coincide cu jubileul Iris 25 de ani. Discul include colaborarea cu Mick Box și Bernie Shaw, membrii ai formației britanice Uriah Heep. (Este lansat cu această ocazie Lady in black, cu versurile cântate în două limbi, română și engleză.)
- 2003 – Cvadruplul album I.R.I.S. 4Motion include proiecte solo ale celor patru membri, susținute și de un turneu național.
- 2005 (decembrie) – apare Iris Maxima
- 2007 – În iulie, formația cântă în deschiderea concertului Rolling Stones, iar pe 5 octombrie are loc sărbătorirea a 30 de ani de existență, printr-un concert extraordinar pe Aeroportul Băneasa, ocazie cu care se lansează un dublu compact disc, intitulat Cei ce vor fi.
- 2007 (6 octombrie) – Membrii Iris sunt decorați cu Ordinul Meritul Cultural în grad de Cavaler pentru promovarea rockului timp de treizeci de ani.[3]
- 2009 (8 octombrie) – Formația susține la Sala Polivalentă din București primul mare concert după operația de transplant de ficat suferită de Cristi Minculescu. Biletele s-au epuizat cu mult înainte de data concertului, în sală fiind prezenți peste 7000 de fani. Cu ocazia acestui spectacol a fost lansată și Integrala Iris, practic un box-set cuprinzând toată discografia trupei, în ambalaj nou și remasterizată.
- 2010 (16 mai) – Iris concertează în deschiderea show-ului pe care AC/DC îl susține la București.
- 2010 (21 noiembrie) – Iris a lansat albumul 12 porți; în cadrul unui concert care a avut loc la Sala Palatului din București.
- 2012 (22 iunie) – Iris a susținut un concert aniversar în Piața Constituției, ce a marcat și lansarea albumului Iris 35. Spectacolul a cuprins proiecții multimedia cu istoricul formației, iar soprana Felicia Filip a cântat alături de Iris melodia „De vei pleca” [4]
- 2012 (2 septembrie) – Solistul Cristi Minculescu se desparte de trupă, după un ultim concert ce a avut loc la Castelul Bánffy de la Bonțida. În locul său urmează să cânte Tony Șeicărescu, fost membru în Direcția 5.[5]
- 2013 (25 iunie) – Solistul Tony Șeicărescu pleacă din trupă, pe fondul neînțelegerilor cu Nelu Dumitrescu, locul său fiind luat de Rafael (Cătălin Paul Ciubotaru).[6]
- 2015 (22 aprilie) – Cristi Minculescu revine în trupa Iris.[7] Formația va activa o perioadă sub numele Cristi Minculescu & Iris.
- 2017 (8 iulie) – Cristi Minculescu, Valter Popa și Doru Borobeică se despart de Nelu Dumitrescu, continuând să cânte împreună sub numele IRIS. Toboșarul Nelu Dumitrescu anunță că își va continua activitatea cu o nouă formulă: Costi Sandu (solist vocal), Nuțu Olteanu (chitară solo), Alin Moise (chitară solo), George Costinescu (bas), Relu Marin (claviaturi), Nelu Dumitrescu (baterie) și Cristi Lucian Dumitrescu – fiul lui Nelu (baterie).
- 2017 (17 noiembrie)- Iris Cristi Minculescu, Valter & Boro lanseaza single-ul Manifest"
- 2017 (21 septembrie) – este lansată prima piesă a trupei lui Nelu Dumitrescu, “Poți spune orice”, care reprezintă prima colaborare între Iris Nelu Dumitrescu și casa de discuri MediaPro Music. Melodia este însoțită de un videoclip lansat la 15 octombrie.[8]
- 2017 (27 octombrie) – are loc concertul aniversar Iris Nelu Dumitrescu 40 de ani la Berăria H din Capitală, avându-l ca invitat pe Dan Bittman de la Holograf.[9]
- 2018 (05 mai- 07 mai): primul turneu în Canada, la Montreal și Toronto, suținut de Iris Cristi Minculescu, Valter & Boro
- 2018 (aprilie–mai) – chitaristul Alin Moise părăsește grupul Iris Nelu Dumitrescu și este înlocuit de tânărul Andrei Bălașa.[10] Trupa cântă în deschiderea concertului formației britanice Foreigner (Sala Palatului, București, 7 mai).
- 2018 (23 octombrie) – are loc concertul de lansare al albumului Lumea toată e un circ, apărut după o pauză discografică de șase ani și reprezintând primul album Iris Nelu Dumitrescu.[11]
- 2018 (13 noimebrie) - Iris Cristi Minculescu, Valter & Boro lansează piesa și videoclipul ”Învingători”
- 2019 (19 martie) – la Berăria H din București are loc Led Zeppelin Experiment Show, un concert cu piese din repertoriul Led Zeppelin. Ulterior, Andrei Bălașa și George Costinescu părăsesc formația, fiind înlocuiți de Matei Cioca (chitară) și Daniel Moroiu (bas).
- 2019 (01 august) - Iris Cristi Minculescu, Valter & Boro reiau colaborarea cu casa de discuri Roton și lansează piesa și videoclipul ”Unde inima mea bate”, alături de Pacha Man.
- 2019 (22 noiembrie) – la aproximativ un an de la lansarea albumului Lumea toată e un circ, este organizat, la Circul Metropolitan București, spectacolul conceptual cu același nume. Evenimentul presupune colaborarea între o formație rock și personalul circului, cu participarea mai multor invitați. Piesele vechi și noi Iris sunt însoțite de efecte speciale, proiecții video, jocuri de lumini și sunet.[12] Concertul este filmat de TVR în vederea realizării unui DVD.
- 2019 (18 decembrie) –  Iris Cristi Minculescu, Valter & Boro lansează piesa și videoclipul ”Amintiri”.
- 2020 (17 iunie) –  procesul pentru dreptul de folosință al mărcii Iris s-a finalizat, fiecare parte având dreptul legal să folosească numele Iris. Declarația care a anunțat oficial acest lucru: “După 40 de ani de viață și colaborare împreună, noi, membrii formației „IRIS”, Doru „Boro” Borobeică, Nelu Dumitrescu, Cristian Minculescu și Valter Popa, am ales două drumuri separate, așa cum anunțam în anul 2017. Din respect pentru tot ce a însemnat „IRIS” în această componență și mai ales din respect pentru publicul nostru, am ajuns la un consens în ceea ce privește denumirile formațiilor noastre, în ciuda diferendelor care fac ireconciliabilă relația noastră profesională, urmând ca în continuare să evoluăm separat. Cristian Minculescu, Valter Popa și Doru Borobeică își vor urma împreună drumul și se vor numi ”Iris Cristi Minculescu, Valter & Boro”, iar Nelu Dumitrescu va cânta sub denumirea ”Iris Nelu Dumitrescu.” Nu este un final, ci o continuare firească, pentru fiecare dintre noi! Vă suntem recunoscători pentru sprijinul permanent și iubirea pentru “Iris”!“
- 2020 (17 iulie) – este lansată piesa single „Un alt format”, însoțită de un videoclip. Muzică le aparține lui Jan Kennet Bingegard și Jan Lund, iar versurile sunt scrise de solista Eliza Manda, cea care a fost invitată în concertul de la Circul Metropolitan București din noiembrie anul precedent.[13] „Un alt format” este prima piesă lansată sub titulatura Iris Nelu Dumitrescu, după ce s-a stabilit în justiție că vor exista două trupe Iris.[1]
- 2020 (01 septembrie) – Iris Cristi Minculescu, Valter & Boro lansează piesa și videoclipul ”Subteran”.
- 2021 (13 iulie) – are loc la Zalău primul concert Iris Nelu Dumitrescu cu basistul Tibi Duțu integrat în formulă. Acesta l-a înlocuit pe Daniel Moroiu, iar în trecut a mai activat în formațiile: Mike Godoroja & Blue Spirit, Dinfier, Maddriven, Magica, Old No. 7, Corneliu Stroe Bluejazz Band, Euxin, Creston și Stress.
- 2022 (05 martie) – are loc la Sala Palatului concertul aniversar ”sold-out” IRIS 40 susținut de Iris Cristi Minculescu, Valter & Boro.
- 2023 (02 martie) – la 27 de ani de la prima lor colaborare, Cristi Minculescu și Felicia Filip își reunesc glasurile pentru noul single “Mă întorc acasă”.
- 2023 (10 iunie, 11 iunie, 22 septembrie, 23 septembrie) –  turneu european suținut de Iris Cristi Minculescu, Valter & Boro la Frankfurt, Bruxelles, Londra, Dublin.
- 2023 (09 martie)–  are loc la Sala Palatului concertul Iris "The Best Of" susținut de Iris Cristi Minculescu, Valter & Boro.
- 2024 (15 mai)–  Iris Cristi Minculescu, Valter & Boro lansează piesa și videoclipul ”Prinți și cerșetori”, în colaborare cu Cabron.

## Sigla formației

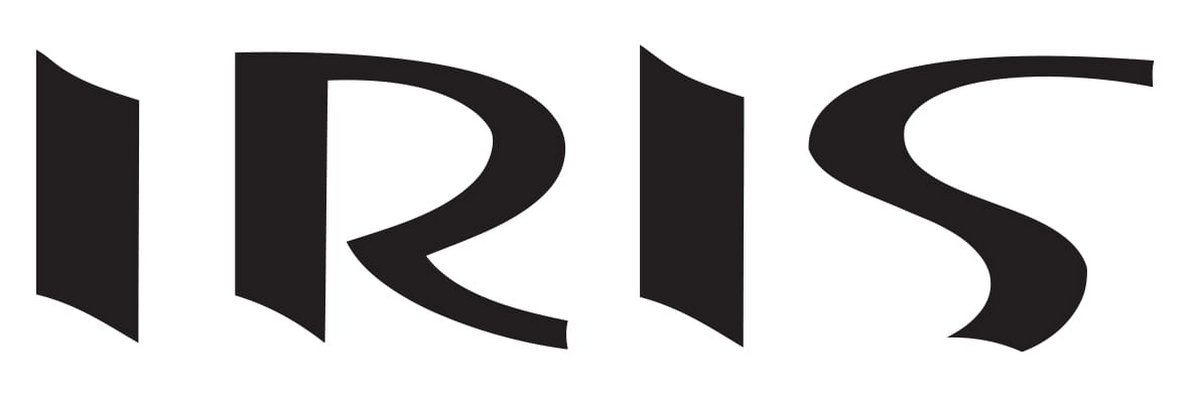
Sigla clasică Iris, folosită în perioada 1996–2020
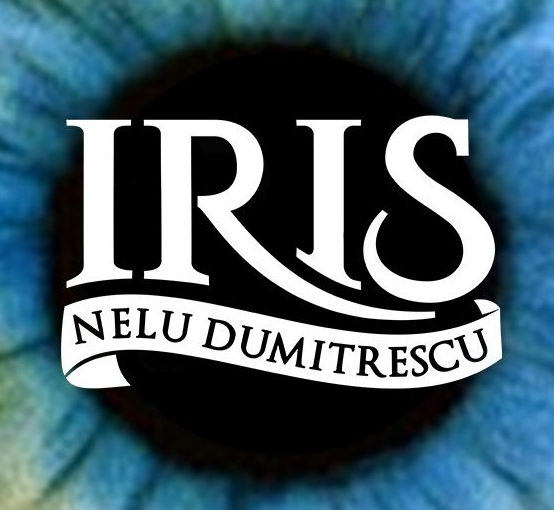
Sigla Iris Nelu Dumitrescu

## Componențe
| Nume                                             | Ani                                         | Instrument                        |
| ------------------------------------------------ | ------------------------------------------- | --------------------------------- |
| Iris Nelu Dumitrescu                             |                                             |                                   |
| Ioan (Nelu) Dumitrescu                           | 1977 – 1980 1981 – prezent                  | baterie, percuție, voce de fundal |
| Ion (Nuțu) Olteanu                               | 1977 – 1980 1981 – 1986 2017 – prezent      | chitară, voce                     |
| Aurelian (Relu) Marin                            | 2005 – prezent                              | claviaturi, pian, voce de fundal  |
| Constantin (Costi) Sandu                         | 2017 – prezent                              | voce (solist)                     |
| Matei Cioca                                      | 2019 – prezent                              | chitară, voce de fundal           |
| Tibi Duțu                                        | 2021 – prezent                              | chitară bas                       |
| Cristi Lucian Dumitrescu                         | 2017 – prezent                              | baterie, percuție                 |
| Iris Cristi Minculescu, Valter & Boro            |                                             |                                   |
| Cristian Minculescu                              | 1980 – 1982 1983 1985 – 2012 2015 – prezent | voce (solist)                     |
| Doru Borobeică (Boro)                            | 1984 – 1988 1988 – prezent                  | chitară bas, voce de fundal       |
| Valter Popa                                      | 1986 – prezent                              | chitară, voce de fundal           |
| Mihai Dumitrescu                                 | 2017 – prezent                              | baterie, percuție                 |
| Foști membri Iris                                |                                             |                                   |
| Emil (Brando) Lechințeanu                        | 1977 – 1978                                 | chitară bas                       |
| Sorin Chifiriuc                                  | 1978 – 1980                                 | chitară, chitară bas, voce        |
| Ion (Nelu) Jecan                                 | 1978                                        | voce (solist)                     |
| Lucian Chivu                                     | 1978 – 1980                                 | voce (solist)                     |
| Mihai (Marty) Popescu                            | 1979 – 1980 1981 – 1984                     | chitară bas                       |
| Anton Hașiaș                                     | 1980 – 1981                                 | chitară bas                       |
| Clement Iordănescu                               | 1980                                        | chitară                           |
| Florin Ochescu                                   | 1980 1982 – 1984                            | chitară                           |
| Adrian George Ilie                               | 1980 – 1982 1984 – 1985                     | chitară, voce de fundal           |
| Gelu Ștefan                                      | 1980                                        | baterie                           |
| Valeriu Neamțu (Gălăgie)                         | 1980 – 1981                                 | baterie                           |
| Nicky Dinescu                                    | 1981                                        | baterie                           |
| Marin Iliescu                                    | 1981                                        | chitară bas                       |
| Gelu Vintilă                                     | 1981                                        | chitară                           |
| Dan Bădulescu                                    | 1982                                        | chitară                           |
| Geo Stănică                                      | 1982                                        | voce (solist)                     |
| Sanda Lăcătușu                                   | 1982 – 1983                                 | voce (solist)                     |
| Dan Bittman                                      | 1984 – 1985                                 | voce (solist)                     |
| Bogdan Stănescu                                  | 1985 – 1986                                 | chitară                           |
| Mihai Alexandru                                  | 1986 – 1989                                 | chitară, voce de fundal           |
| Nelu Popovici                                    | 1988                                        | chitară bas                       |
| Dan Alex Sârbu                                   | 1989 – 1990 1990 – 1994                     | chitară                           |
| Manuel Savu                                      | 1990                                        | chitară                           |
| Tony Șeicărescu                                  | 2012 – 2013                                 | voce (solist)                     |
| Rafael (Cătălin Paul Ciubotaru)                  | 2013 – 2015                                 | voce (solist)                     |
| Alin Moise *                                     | 2017 – 2018                                 | chitară                           |
| Andrei Bălașa *                                  | 2018 – 2019                                 | chitară                           |
| George Costinescu *                              | 2017 – 2019                                 | chitară bas                       |
| Daniel Moroiu *                                  | 2019 – 2021                                 | chitară bas                       |
| * foști membri ai formației Iris Nelu Dumitrescu |                                             |                                   |

## Discografie
- „Corabia cu pânze”, „Țara adevărului”, „Lumina zilei”, „Ape curgătoare” („Rodul pământului”) (demo, arhiva TVR, august 1977)
- „Mă întorc acasă” (demo, arhiva Electrecord, 1978)
- „Corabia cu pânze” (prima apariție discografică a formației, pe compilația Formații de muzică pop 3, 1979)
- „Cine mă strigă în noapte?”, „Valuri”, „Călătorul”, „Speranța”, „Pământul îl cuprind”, „Fug cu timpul” (demo, arhiva Radio, 1980) — compoziții de Adrian Ilie
- „Noaptea” (demo, arhiva Electrecord, 1981)
- „Întâmplare simplă”, „Balada blondelor iubiri”, „Elegia treptelor”, „Miraj de iarnă” (demo, arhiva Radio, 1982) — solist vocal și compozitor: Nicu Alifantis
- „Vrem pace pe pământ” (demo, arhiva Electrecord, 1982) — solist vocal: Păunița Ionescu
- „Cei ce vor fi”, „Aceasta-i întrebarea”, „Trenul fără naș” (demo, arhiva Electrecord, 1982)
- „Aceasta-i întrebarea” (înregistrare live, Cenaclul Flacăra, 1983)
- Iris I (1984) — Este albumul de debut al formației, înregistrat în 1983 și lansat de casa de discuri unică, Electrecord. La momentul publicării lui, Cristi Minculescu cânta deja în Trupa Totuși (cu Andrei Păunescu). Albumul poate fi considerat ca fiind o lucrare „disidentă”, pentru piesele „Trenul fără naș” (pe versuri de Adrian Păunescu: „Hei, hei, nașule / Dă-te dumneata-ntr-o haltă jos!”) și „Cei ce vor fi” (compusă de chitaristul Florin Ochescu încă din perioada în care acesta cânta în trupa Monolit, semnatarul versurilor este poetul Mircea Dinescu, el însuși considerat la vremea respectivă disident).[14][15]
- „În calea norilor”, „Daruri omului bun” („Albina”), „Sub semnul fulgului de nea” (demo, arhiva Radio, 1984) — solist vocal: Dan Bittman
- „Doar pacea” (demo, arhiva Radio, 1986) — prima variantă a piesei „Lumea vrea pace”
- Iris II (1987) — Coperta discului, îndrăzneață pentru acele vremuri, îl prezintă pe chitaristul Angus Young (AC/DC), grafica fiind semnată de Alexandru Andrieș. Albumul cuprinde „Strada ta”, melodie de mare succes a formației. Pe album apare și piesa „Lumea vrea pace” (influențe Judas Priest, reprezentând un compromis pe care l-au urmat toate discurile românești de muzică rock în anii optzeci, după instalarea mișcării punk în vestul european.[16]
- Iris III – Nu te opri! (1988) — Include cunoscuta piesă „Floarea de Iris”, înregistrată din pricina temerilor că formația urma să fie interzisă, în condițiile în care erau primite tot mai multe avertizări de acest fel. Formația a fost, într-adevăr, suspendată pe termen nelimitat în urma unui concert la Miercurea Ciuc, dar în urma intervențiilor insistente ale unor apropiați ai formației, revenirea pe scenă se produce. În schimb, „Floarea de Iris” devine un imn al formației. Programată ca ultimă piesă a discului, omonima „Nu te opri” este o compoziție a pianistului Romeo Vanica (membru al formației Mondial în anii șaizeci).
- Iris IV (1990) — Disc înregistrat în perioada decembrie 1989–ianuarie 1990, de altfel primul album Iris produs după Revoluție. Albumul oferă fanilor și o reimprimare a baladei rock „Cine mă strigă în noapte?”, compusă de chitaristul Adrian Ilie în 1980.
- Iris 1993 (1993) — Albumul dispune de cele mai agresive versuri, comparativ cu discurile produse anterior de formație. Albumul, de altfel, se remarca cu noul chitarist Dan Alex Sârbu care contribuie la compunerea pieselor „Harley-Davidson”, „Suflete de gheață” și „Iris, nu pleca”. Ca și la albumul precedent se realizează o nouă reimprimare a pieselor mai vechi neapărute până atunci și anume melodia „Valuri”, compusă de același Adrian Ilie în 1980.
- The Best of Iris (1993) — Conține toate piesele albumelor Iris I și Iris IV (excepție făcând numai piesa „Rock and Roll”). Reprezintă ultimul material Iris produs de Electrecord și primul compact disc din catalogul formației.
- Lună plină (1996) — Marchează începutul unei noi perioade pentru formație, fiind și primul disc produs de către casa de discuri Zone Records. Este lansat pe 13 decembrie 1996 la Sala Polivalentă din București, ocazie cu care soprana Felicia Filip își face prima dată apariția alături de formație, cântând împreună piesa „Baby”. Albumul conține de altfel reimprimarea piesei „Călătorul”, într-o variantă mai „heavy”, față de înregistrarea originală din 1980, care are influențe blues. „Călătorul” reprezintă ultima piesă compusă de Adrian Ilie și care a fost refăcută de formația Iris, după plecarea acestuia în SUA din 1988.
- Iris 20 de ani (1997) — Album live înregistrat la Sala Polivalentă în data de 17 octombrie 1997. Primul album live imprimat vreodată în România și apărut sub formă de compact disc. Concertul oferă o performanță de excepție, cuprinzând, între altele, și piese mai rar cântate în concerte cum ar fi „Speranța” și „Pământul îl cuprind” – melodii compuse de Adrian Ilie care nu au mai văzut și alte realizări de studio, la fel cum s-a întâmplat cu „Valuri”, „Cine mă strigă în noapte?” sau „Călătorul”.

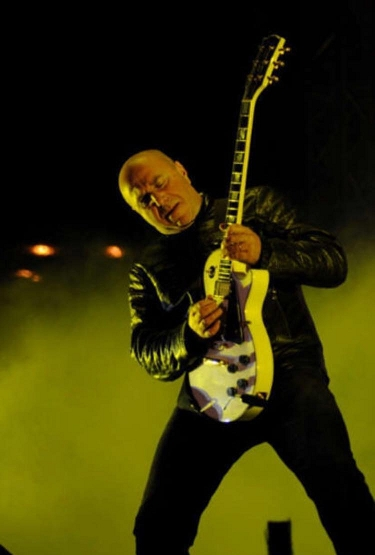
Valter Popa (2018)

- Mirage (1998) — Discul este recompensat cu premiul pentru cel mai bun album rock al anului.[17] Producția este una elaborată, aducând sonorități noi pentru formație. Versurile pun în discuție problematica degradării societății.[necesită citare]
- Casino (1999, maxi-single) — Include versiuni cover după formațiile Led Zeppelin, Bad Company, Thin Lizzy.
- Iris 2000 (1999) — Pe disc apare, între altele, o variantă reorchestrată a piesei „Strada ta”, în timp ce „Ultima toamnă” este refăcută într-o versiune acustică.
- De vei pleca... (2000, maxi-single) — Material realizat împreună cu Felicia Filip. Conține patru piese bonus, înregistrate live, între care și două preluări după Led Zeppelin.
- Iris Athenaeum (2000) — Colecție de piese din concertul live cu același nume, care a avut loc la Sala Palatului. Pe lângă membrii formației, în concert au mai participat: Felicia Filip, Johnny Răducanu, Florentin Milcoff, Adrian Pintea, Ovidiu Lipan Țăndărică ș.a. Concertul este editat și lansat pe dublu CD, iar apoi, în 2001, pe DVD, fiind primul material discografic în România lansat pe acest suport.[18]
- Da, da, eu știu! (2002, maxi-single) — Un disc care pregătește viitorul album, Mătase albă. Pe lângă piesa omonimă, figurează aici și „Lumina zilei” și câteva piese live, înregistrate într-un concert susținut la Brașov în 1997: „Nu vor (să meargă pe sârmă)”, „Nelu-minat” (solo de baterie), „Pe ape” și „Floare de Iris”.
- Mătase albă (2002) — Lansarea albumului s-a desfășurat la 27 septembrie, pe Aeroportul Băneasa, în cadrul concertului aniversar „Iris 25 de ani—Mătase albă”. Recitalul este susținut alături de formația britanică Uriah Heep. Albumul conține o variantă refăcută a piesei „Lady in Black” din repertoriul Uriah Heep, la înregistrări participând și doi dintre membri: Bernie Shaw (vocal) și Mick Box (chitară).

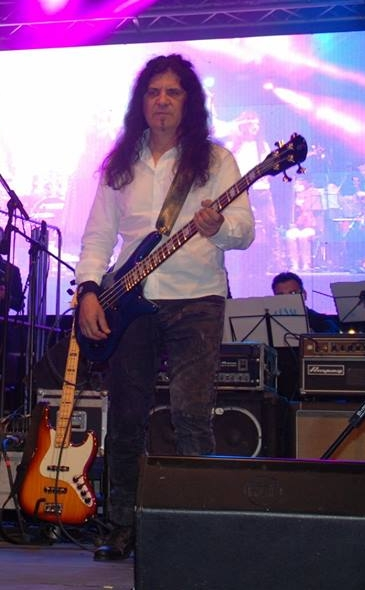
Doru Borobeică (2018)

- I.R.I.S. 4Motion (2003) — Reprezintă un box-set de patru CD-uri. Fiecare inițială este atribuită unui membru, în următoarea ordine: Boro – I.novator, Valter – R.ealist, Nelu – Î.nvingător și Cristi – S.entimental. Discul lui Cristi este înregistrat live unplugged la Teatrum Mundi din București.[19] Cu prilejul acestui proiect, formația bifează încă o premieră în industria muzicală românească, anume primul album cvadruplu.[18]
- Iris Maxima (2005) — Este lansat pe 10 decembrie la Sala Polivalentă.
- Cei ce vor fi (2007) — Dublul album este lansat pe 5 octombrie la Aeroportul Băneasa, în cadrul concertului aniversar „Iris 30 de ani”. Cele două CD-uri cuprind colaborări cu nume sonore ale scenei muzicale românești, precum Felicia Filip, Maia Morgenstern, Nicu Covaci, Adrian „Artan” Pleșca, Tudor Chirilă, Mihai „Mike” Godoroja, Adrian Despot, Vlad Miriță, Florin Chilian, corul Accustic, Nuțu Olteanu, Abis, Voodoo, Trooper, Cezar Popescu, Adrian Pintea.[20][21]
- Muzică de colecție, Vol. 22 – Iris (2007) — Compilație distribuită gratuit împreună cu Jurnalul Național (8 octombrie).
- Legenda merge mai departe (2009) — Compilație distribuită gratuit împreună cu Adevărul (8 aprilie).
- 12 porți (2010) — Albumul a fost lansat în cadrul unui concert la Sala Palatului din București.
- O lume doar a lor – 35 de ani (2012) — Album lansat cu ocazia aniversării a 35 de ani de activitate, moment marcat printr-un concert multimedia în Piața Constituției pe 22 iunie 2012. Jumătate din material este reprezentat de piese noi, cealaltă jumătate de hit-uri mai vechi, reimprimate. Materialul marchează și revenirea la Iris a lui Mihai Alexandru (de data aceasta în calitate de producător),[22] precum și semnarea unui contract cu casa de discuri Cat Music.
- „E magic” (single, 2012) — solist vocal: Tony Șeicărescu
- „Baby”, „Inocența ta”, „Vis cu stele” (reînregistrări, 2012) — solist vocal: Tony Șeicărescu
- „Noaptea”, „Strada ta”, „Floare de Iris”, „Baby”, „Somn bizar”, „Inocența ta”, „Păstrează-mă-n inima ta” (reînregistrări, 2013–2014) — solist vocal: Rafael (Cătălin Paul Ciubotaru).
- „Din alb în alb” (single, 2013), „Allez Allez”/„Hai, România!” (single, 2014) — solist vocal: Rafael (Cătălin Paul Ciubotaru).
- Lumea toată e un circ (2018) — Materialul a apărut la MediaPro Music și reprezintă primul album compus și înregistrat fără participarea lui Cristi Minculescu, Doru Borobeică și Valter Popa. Solist vocal este Costi Sandu. Se colaborează cu actorul Bogdan Stanoevici.
- „Manifest” (single, 2017), „Învingători” (single, 2018), „Unde inima mea bate” (single, 2019, feat. Pacha Man), „Amintiri” (single, 2019), „Subteran” (single, 2020) — piese lansate de aripa Iris Cristi Minculescu, Valter & Boro (piesa „Învingători” a apărut sub titulatura de grup Bună Seara, Prieteni!).
- „Un alt format” (single, 2020) — piesă lansată de aripa Iris Nelu Dumitrescu.
- Zodiac (2022) — Album lansat la MediaPro Music de aripa Iris Nelu Dumitrescu, al doilea după scindare.
- „Mă întorc acasă” (single, 2023) — piesă lansată de aripa Iris Cristi Minculescu, Valter & Boro, împreună cu Felicia Filip.
- ”Prinți sau cerșetori” (single, 2024)- Iris Cristi Minculescu, Valter& Boro împreună cu Cabron.

Materiale video
- Iris Digital Athenaeum (DVD/VHS, 2001)
- Iris Aeterna – Dăruind vei dobândi (DVD, 2010)

Albume tribut
- Trooper: Gloria – Tribut pentru Iris (EP, 2006)